# عرضه اولیه صرافی
عرضه اولیه صرافی (IEO) یا به‌صورت کامل (به انگلیسی: Initial Exchange Offering) نوعی از عرضه اولیه سکه (ارز) است که مستقیماً توسط صرافی‌های رمز ارز می‌باشد.

## تاریخچه
یک مثال قابل توجه از این مورد صرافی بیت فینیکس (به انگلیسی: Bitfinex) بود که IEO را صادر کرد تا ظاهراً ذخیره خود را برای توکن‌های تتر (رمزارز) افزایش دهد.

## قوانین
هم‌اکنون کمیسیون بورس و اوراق بهادار ایالات متحده در حال بررسی IEOها به منظور اقدام علیه نقض قوانین اوراق بهادار است.